# 문화국가
문화국가(文化國家, Kulturstaat)란 경찰국가나 교권국가 등의 국가이념에 대립하는 것으로서 독일에서 성립하였다. 문화적 이상에 현실의 국가를 접근시켜 국가를 문화발전에 기여하게 하려는 국가이념을 가리킨다. 과거에는 정치적 자유가 불충분한 현실을 은폐하여 국가의 존재이유를 문화적인 이념으로 합리화하여 악용되기도 했다.

## 대한민국
헌법에서는 문화국가의 원리를 정면으로 선언하고 있지는 않으나, 헌법 전문과 전통문화 보존 조항을 통해 인정되고 있다.

## 판례
- 문화국가원리는 1948년 제헌헌법 이래 헌법상의 기본원리로 인정되어온 바, 이 원리의 구체적인 실현을 위해서는 국가가 어떤 문화현상도 특별히 선호하거나 우대하는 경향을 보이지 않는 불편부당의 원칙에 입각한 정책이 바람직하다[1]

- 문화국가원리의 특성은 문화의 개방성 내지 다원성의 표지와 연결되므로, 국가는 엘리트문화뿐만 아니라 서민문화, 대중문화도 그 가치를 인정하고 정책적인 배려의 대상으로 하여야 한다[2].

- 건설공사 과정에서 매장문화재의 발굴로 인하여 문화재 훼손 위험을 야기한 사업시행자에게 원칙적으로 발굴경비를 부담시키는 것은 사업시행자의 재산권을 침해하지 않는다[3]

- 헌법은 문화국가를 실현하기 위하여 양심과 사상의 자유, 종교의 자유, 언론, 출판의 자유, 학문과 예술의 자유 등을 규정하고 있는바, 이들은 문화국가원리의 불가결의 조건이라고 할 수 있다[4].

- 어떤 의식, 행사, 유형물이 종교적인 의식, 행사 또는 상징에서 유래되었다면 비록 그것이 이미 우리 사회공동체 구성원들 사이에서 관습화된 문화요소로 인식되고 받아들여질 정도에 이르렀다고 하더라도 그에 대한 국가의 지원은 헌법상 정교분리원칙에 위배되지 않는다[5]